# Skarszewy (gmina)
Skarszewy – gmina miejsko-wiejska w województwie pomorskim, w powiecie starogardzkim. W latach 1975–1998 gmina położona była w województwie gdańskim.
W skład gminy wchodzi 19 sołectw: Bączek, Bolesławowo, Bożepole Królewskie, Czarnocin, Demlin, Godziszewo, Jaroszewy, Junkrowy, Kamierowo, Kamierowskie Piece, Koźmin, Malary, Mirowo Duże, Nowy Wiec, Obozin, Pogódki, Szczodrowo, Więckowy, Wolny Dwór
Siedziba gminy to Skarszewy.
Według danych z 30 czerwca 2004 gminę zamieszkiwało 13 906 osób.

## Struktura powierzchni
Według danych z roku 2002 gmina Skarszewy ma obszar 169,79 km², w tym:
- użytki rolne: 66%
- użytki leśne: 22%

Gmina stanowi 12,62% powierzchni powiatu.

## Demografia

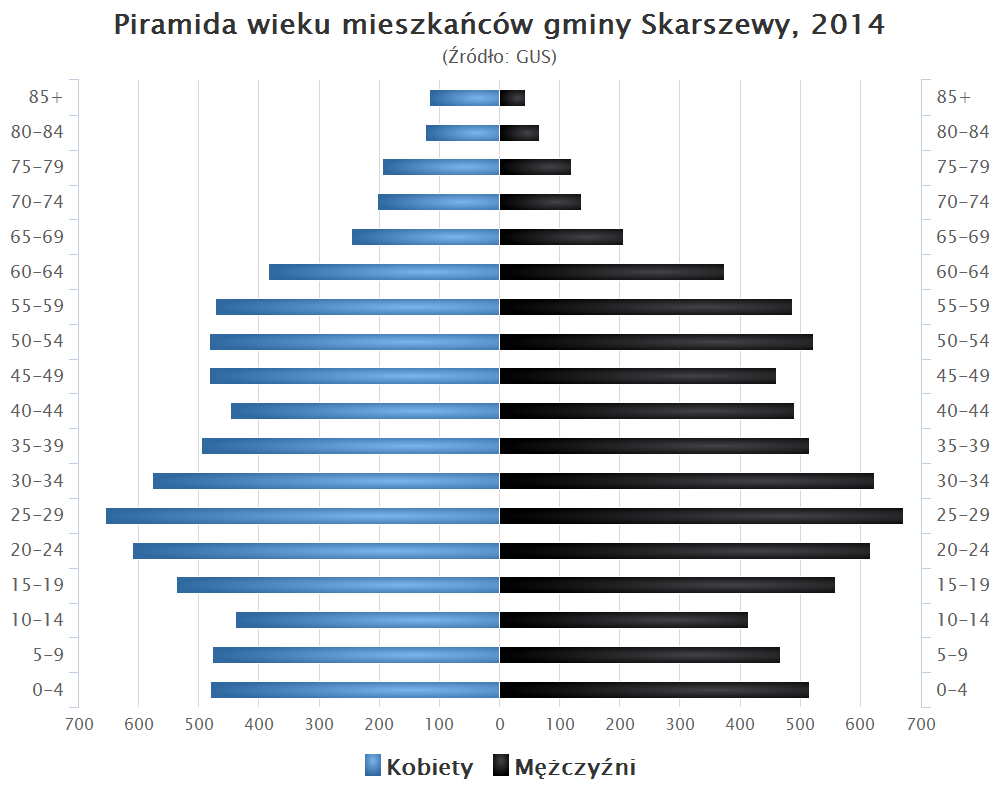
Piramida wieku mieszkańców gminy Skarszewy w 2014 roku

Dane z 30 czerwca 2004:
| Opis                              | Ogółem | Ogółem | Kobiety | Kobiety | Mężczyźni | Mężczyźni |
| --------------------------------- | ------ | ------ | ------- | ------- | --------- | --------- |
| jednostka                         | osób   | %      | osób    | %       | osób      | %         |
| populacja                         | 13 906 | 100    | 6999    | 50,3    | 6907      | 49,7      |
| gęstość zaludnienia (mieszk./km²) | 81,9   | 81,9   | 41,2    | 41,2    | 40,7      | 40,7      |

## Ochrona przyrody
- Rezerwat przyrody Brzęczek

## Sąsiednie gminy
Liniewo, Nowa Karczma, Przywidz, Stara Kiszewa, Starogard Gdański, Tczew, Trąbki Wielkie, Zblewo